# Xã Grant, Quận Woodbury, Iowa
Xã Grant (tiếng Anh: Grant Township) là một xã thuộc quận Woodbury, tiểu bang Iowa, Hoa Kỳ. Năm 2010, dân số của xã này là 166 người.